# Romila Thapar
Romila Thapar (Lucknow, 30 novembre 1931) è una scrittrice e storica indiana, specializzata nella storia dell'antica India e nota interprete di quel periodo..
Thapar è Professoressa di Storia Antica, Emerita, presso la Jawaharlal Nehru University di Nuova Delhi. Il contributo speciale di Thapar è l'uso di metodi storico-sociali per comprendere il cambiamento nella metà del primo millennio BC nell'India settentrionale. Quando i gruppi pastorali indo-ariani basati sul lignaggio si trasferirono nella pianura del Gange, crearono forme rudimentali di stati basati sulle caste. I poemi epici Ramayana e Mahabharata, nella sua analisi, offrono vignette di come questi gruppi e altri hanno negoziato nuove forme più complesse di lealtà in cui la stratificazione, la purezza e l'esclusione hanno giocato un ruolo maggiore, anche se ancora fluido. 
L'autrice di From Lineage to State, Asoka and the Decline of the Mauryas, Early India: From Origins to AD 1300, e la popolare  History of India, Part I, ha ricevuto lauree honoris causa dall'Università di Chicago, dall'Università di Oxford, Institut National des Langues et Civilizations Orientales di Parigi, Università di Edimburgo, Università di Calcutta, Università di Hyderabad, Brown University e Università di Pretoria. Thapar è Honorary Fellow della School of Oriental and African Studies di Londra, dove ha anche conseguito il dottorato di ricerca. nel 1958, e membro onorario straniero dell'American Academy of Arts and Sciences. Nel 2008, Romila Thapar ha vinto insieme a Pietro Marrone il Premio Kluge della Biblioteca del Congresso degli Stati Uniti  alla carriera nelle scienze umane e sociali.

## Biografia
Nata a Lucknow, United Provinces, all'epoca India britannica, Romila è la figlia del tenente generale Daya Ram Thapar, che è stato direttore generale dei servizi medici delle forze armate indiane britanniche. Il defunto giornalista Romesh Thapar era suo fratello.
Da bambina ha frequentato scuole in varie città dell'India a seconda degli incarichi militari del padre. Allieva della St. Mary's School, Pune, in seguito ha studiato al Wadia College, Pune. Dopo essersi laureata in letteratura inglese alla Panjab University, Thapar ha conseguito una seconda laurea con lode e un dottorato in storia indiana sotto AL Basham presso la School of Oriental and African Studies, Università di Londra, nel 1958.

## Carriera
È stata lettrice di Ancient Indian History presso la Kurukshetra University nel 1961 e 1962 e ha ricoperto lo stesso incarico presso l'Università di Delhi tra il 1963 e il 1970. Successivamente, ha lavorato come professoressa di Ancient Indian History presso la Jawaharlal Nehru University, New Delhi, dove è ora Professore Emerito..

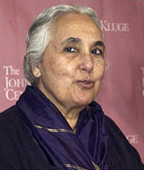
Romila Thapar

Il suo lavoro storico ritrae le origini dell'induismo come un'interazione in evoluzione tra forze sociali. Il suo recente lavoro su Somnath esamina l'evoluzione delle storiografie sul leggendario tempio del Gujarat.
Nella sua prima opera, Aśoka and the Decline of the Maurya pubblicata nel 1961, Thapar situa la politica del dhamma di Ashoka nel suo contesto sociale e politico, come un'etica civica non settaria intesa a tenere insieme un impero di diverse etnie e culture. Attribuisce il declino dell'Impero Maurya alla sua amministrazione altamente centralizzata che richiedeva governanti di capacità eccezionali per funzionare bene.
Il primo volume di Thapar di A History of India è scritto per un pubblico popolare e comprende il periodo dalla sua prima storia all'arrivo degli europei nel XVI secolo.
La storia sociale indiana antica tratta il periodo dai primi tempi alla fine del primo millennio, include uno studio comparativo dei sistemi socio-religiosi indù e buddista ed esamina il ruolo del buddismo nella protesta sociale e nella mobilità sociale nel sistema delle caste. From Lineage to State analizza la formazione degli stati nella media valle del Gange nel primo millennio a.C., tracciando il processo di un cambiamento, guidato dall'uso del ferro e dell'agricoltura dell'aratro, da una società pastorale e mobile basata sul lignaggio a una di stanziali proprietà contadine, accumulazione e aumento dell'urbanizzazione.

### Opinioni sulla storiografia revisionista
Thapar è critica nei confronti di quella che lei chiama una "interpretazione comunitaria" della storia indiana, in cui gli eventi degli ultimi mille anni sono interpretati esclusivamente in termini di un conflitto continuo teorico tra comunità monolitiche indù e musulmane. Thapar afferma che questa storia comune è "estremamente selettiva" nella scelta dei fatti, "deliberatamente di parte" nell'interpretazione e non segue gli attuali metodi di analisi utilizzando cause multiple e prioritarie.

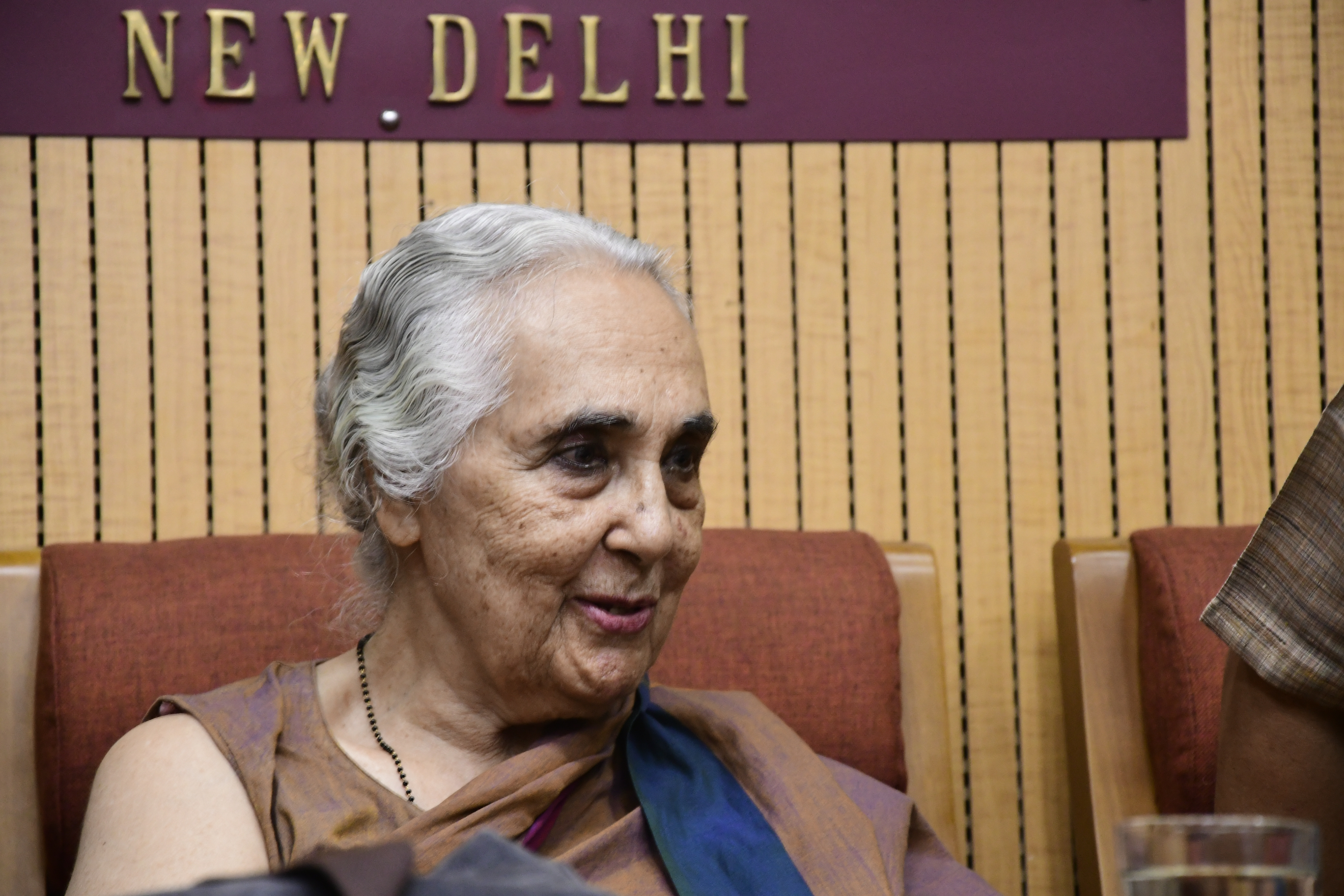
Romila Thapar nel 2019

Nel 2002 il governo di coalizione indiano guidato dal Bharatiya Janata Party (Bjp) ha modificato i testi scolastici di scienze sociali e storia, ritenendo che alcuni passaggi offendessero la sensibilità di alcuni gruppi religiosi e di casta. Romila Thapar, che è stata l'autrice del libro di testo sull'antica India per la classe VI, si è opposta alle modifiche apportate senza il suo permesso che, ad esempio, hanno cancellato passaggi sul consumo di carne di manzo nei tempi antichi e la formulazione del sistema delle caste. Ha messo in dubbio se i cambiamenti fossero un "tentativo di sostituire la storia tradizionale con una versione hinduista della storia", con l'obiettivo di utilizzare la controversia risultante come "propaganda elettorale".  Anche altri storici e commentatori, tra cui Bipan Chandra, Sumit Sarkar, Irfan Habib, RS Sharma, Vir Sanghvi, Dileep Padgaonkar e Amartya Sen hanno protestato contro i cambiamenti e hanno pubblicato le loro obiezioni in una raccolta intitolata Communalisation of Education.
Scrivendo sulla controversia sui libri di testo indù californiani del 2006, Thapar si è opposta ad alcuni dei cambiamenti proposti dai gruppi indù alla copertura dell'induismo e della storia indiana nei libri di testo scolastici. Ha sostenuto che, mentre gli indù hanno il diritto legittimo a una rappresentanza equa e culturalmente sensibile, alcuni dei cambiamenti proposti includevano materiale che favoriva un'agenda politica.

## Opere

### Libri
- Aśoka and the Decline of the Mauryas, 1961 (revisione 1998); Oxford University Press, ISBN 0-19-564445-X
- A History of India: Volume 1, 1966, Penguin, ISBN 0-14-013835-8
- Ancient India, Medieval India, 1966, 1968 NCERT
- The Past and Prejudice (Sardar Patel Memorial Lectures), National Book Trust, 1975 ISBN 81-237-0639-1
- Ancient Indian Social History: Some Interpretations, 1978, Orient Blackswan, ISBN 978-81-250-0808-8
- Exile and the Kingdom: Some Thoughts on the Rāmāyana, Rao Bahadur R. Narasimhachar Endowment lecture, 1978
- Dissent in the Early Indian Tradition, Volume 7 of M.N. Roy memorial lecture, 1979; Indian Renaissance Institute
- From Lineage to State: Social Formations of the Mid-First Millennium B.C. in the Ganges Valley, 1985, Oxford University Press (OUP) ISBN 978-0-19-561394-0
- The Mauryas Revisited, Sakharam Ganesh Deuskar lectures on Indian history, 1987, K.P. Bagchi & Co. ISBN 978-81-7074-021-6
- Interpreting Early India, 1992 (2ª edizione 1999), Oxford University Press, 1999 ISBN 0-19-563342-3
- Cultural Transaction and Early India: Tradition and Patronage, Two Lectures, 1994, OUP ISBN 978-0-19-563364-1
- Śakuntala: Texts, Readings, Histories, 2002, Anthem ISBN 1-84331-026-0
- History and Beyond, 2000, OUP ISBN 978-0-19-566832-2
- Cultural Pasts: Essays in Early Indian History, 2003, OUP ISBN 0-19-566487-6
- Early India: From Origins to AD 1300, 2002 Penguin ISBN 0-520-23899-0
- Somanatha: The Many Voices of History, 2005, Verso ISBN 1-84467-020-1
- India: Historical Beginnings and the Concept of the Aryan, Essays by Thapar e al., 2006, National Book Trust ISBN 978-81-237-4779-8
- The Aryan: Recasting Constructs, Three Essays, 2008, Delhi ISBN 978-81-88789-68-9
- The Past before Us: Historical Traditions of Early North India, 2013, Permanent Black, Harvard University Press ISBN 978-0-674-72523-2
- The Past As Present: Forging Contemporary Identities Through History, 2014, Aleph ISBN 93-83064-01-3
- Voices of Dissent: An Essay, 2020, Seagull Books ISBN 978-0-85742-862-2

### Curatrice
- Communalism and the Writing of Indian History, Romila Thapar, Harbans Mukhia, Bipan Chandra, 1969 People's Publishing House
- Situating Indian History: For Sarvepalli Gopal, 1987, OUP ISBN 978-0-19-561842-6
- Indian Tales, 1991, Puffin ISBN 0-14-034811-5
- India: Another Millennium?, 2000, Viking ISBN 978-0-14-029883-3

### Articoli selezionati
- "India before and after the Mauryan Empire", in The Cambridge Encyclopedia of Archaeology, 1980 ISBN 978-0-517-53497-7
- "Imagined Religious Communities? Ancient History and the Modern Search for a Hindu Identity", Paper in Modern Asian Studies, 1989
- Thapar, Romila (1996), "The Theory of Aryan Race and India: History and Politics", Social Scientist, 24 (1/3): 3–29, JSTOR 3520116
- "Somanatha and Mahmud" , Frontline, Volume 16 – capitolo 8, 10–23 aprile 1999
- Perceiving the Forest: Early India, Paper in the journal, Studies in History, 2001
- Role of the Army in the Exercise of Power, Essay in the Ancient World, 2002, Franz Steiner Verlag ISBN 978-3-515-08197-9
- The Puranas: Heresy and the Vamsanucarita", Essay in Ancient to Modern: Religion, Power and Community in India, 2009, OUP ISBN 978-0-19-569662-2
- Rāyā Asoko from Kanaganahalli: Some Thoughts  Essay in Airavati, Chennai, 2008
- Was there Historical Writing in Early India?, Essay in Knowing India, 2011, Yoda Press ISBN 978-93-80403-03-8